# Понта-ди-Педрас
Понта-ди-Педрас (порт. Ponta de Pedras) — муниципалитет в Бразилии, входит в штат Пара. Составная часть мезорегиона Маражо. Входит в экономико-статистический микрорегион Арари. Население составляет 25 999 человек на 2010 год. Занимает площадь 3363,662 км². Плотность населения — 7,73 чел./км².

## Демография
Согласно сведениям, собранным в ходе переписи 2010 г. Национальным институтом географии и статистики (IBGE), население муниципалитета составляет:
| Полное население                               | Полное население                               | Полное население                               | Полное население                               | 25 999 |
| ---------------------------------------------- | ---------------------------------------------- | ---------------------------------------------- | ---------------------------------------------- | ------ |
| в том числе:                                   | Городское население                            | 12 424                                         | Процент городского населения, %                | 47,79  |
|                                                | Сельское население                             | 13 575                                         | Процент сельского населения, %                 | 52,21  |
|                                                | Мужское население                              | 13 379                                         | Процент мужского населения, %                  | 51,46  |
|                                                | Женское население                              | 12 620                                         | Процент женского населения, %                  | 48,54  |
| Плотность населения, чел/км²                   | Плотность населения, чел/км²                   | Плотность населения, чел/км²                   | Плотность населения, чел/км²                   | 7,73   |
| Население муниципалитета в % к населению штата | Население муниципалитета в % к населению штата | Население муниципалитета в % к населению штата | Население муниципалитета в % к населению штата | 0,34   |

По данным оценки 2015 года население муниципалитета составляет 29 160 жителей.

## Статистика
- Валовой внутренний продукт на 2003 год составляет 42 473 260,00 реалов (данные: Бразильский институт географии и статистики).
- Валовой внутренний продукт на душу населения на 2003 год составляет 2170,10 реалов (данные: Бразильский институт географии и статистики).
- Индекс развития человеческого потенциала на 2000 год составляет 0,652 (данные: Программа развития ООН).

## Важнейшие населенные пункты
| № | Населённый пункт | Населённый пункт (порт.) | Категория | Население чел. (2010) | На карте                       |
| - | ---------------- | ------------------------ | --------- | --------------------- | ------------------------------ |
| 1 | Понта-ди-Педрас  | Ponta de Pedras          | город     | 12 424                | 1°23′48″ ю. ш. 48°52′12″ з. д. |
| 2 | Мангабейра       | Mangabeira               | поселок   | 659                   | 1°21′50″ ю. ш. 48°48′10″ з. д. |
| 3 | Вила-Нова        | Vila Nova                | поселок   | 517                   | 1°22′20″ ю. ш. 48°49′53″ з. д. |